# Rogerio Silva
Rogerio Silva (ur. ?) – mozambicki pływak.
Reprezentował swój kraj w pływaniu na Letnich Igrzyskach Olimpijskich 1980, zajmując 25. miejsce w wyścigu na 100 metrów stylem klasycznym.